# Stefano Moro
Stefano Moro (Treviglio, 22 juni 1997) is een Italiaans baan- en wegwielrenner die anno 2024 rijdt voor Arvedi Cycling. Moro nam deel aan de Europese Spelen van 2019 in Minsk, hij behaalde tijdens deze spelen een tweede plaats op de ploegenachtervolging.

## Baanwielrennen

### Palmares
| Jaar     | IK              | EK                                 | WK       | Overig                                  |
| Junioren | Junioren        | Junioren                           | Junioren | Junioren                                |
| -------- | --------------- | ---------------------------------- | -------- | --------------------------------------- |
| 2014     | 1km tijdrit     |                                    |          |                                         |
| Elite    |                 |                                    |          |                                         |
| 2018     | koppelkoers     |                                    |          |                                         |
| 2019     | koppelkoers     |                                    |          | Europese Spelen: · ploegenachtervolging |
| 2020     |                 | ploegenachtervolging · koppelkoers |          | Zesdaagse van Fiorenzuola               |
| 2021     |                 |                                    |          |                                         |
| 2022     | keirin · omnium |                                    |          |                                         |
| 2023     | keirin          |                                    |          |                                         |
| 2024     |                 | keirin                             |          |                                         |

Amici · Bertoletti · Colleoni · Colombo · Delco · Gozzi · Logica · Moro · Orlandi · Pedretti · Piccot · Rastelli · Ravanelli · Salvador · Taglietti · Zanardini